# تواین مای
تواین مای (به لاتین: Tư Mại) یک سکونتگاه مسکونی در ویتنام است که در استان باک گیانگ واقع شده‌است.